# Asher Roth
Asher Paul Roth, né le 11 août 1985 à Morrisville, Pennsylvanie, est un rappeur américain. Il est connu pour son single I Love College. Roth publie son premier album Asleep in the Bread Aisle, le 20 avril 2009, sur les labels Universal Motown, SRC Records et Schoolboy Records. Roth quitte par la suite Schoolboy Records fin 2012, à cause de divergences créatives avec son ancien manager Scooter Braun. En 2013, Roth signe avec le label indépendant Federal Prism, sous lequel il publie son deuxième album, RetroHash.

## Biographie

### Jeunesse et débuts
Asher Roth est né et élevé à Morrisville, en Pennsylvanie, une petite ville au nord-est de Philadelphie,. Sa mère, Elizabeth (née McConnell), est institutrice de yoga, et son père, David Roth, est cadre supérieur d'une société de design,,,. Il étudia à la Pennsbury High School.
Asher commence à composer du rap à l'université. Il crée sa propre page Myspace, après avoir eu de bons retours de la part des étudiants de son université. Scooter Braun le remarque et lui demande de le rejoindre à Atlanta. Par la suite, Asher signe sur le label de Scooter Braun, School Boy Records. Il devient ainsi le premier artiste à signer sur ce label. En 2006, Asher publie son premier album, Believe the Hype. Il se fait connaître du grand public grâce à son premier single intitulé I Love College, classé 12e au Billboard Hot 100. Dans ce premier single, Asher fait des allusions à l'alcool, au cannabis et à la sexualité. Son deuxième album, Asleep in the Bread Aisle, connaît un certain succès. L'album inclut quelques featurings avec des artistes tels que Keri Hilson et Cee Lo Green.

### Mixtapes et collaborations (2010–2012)

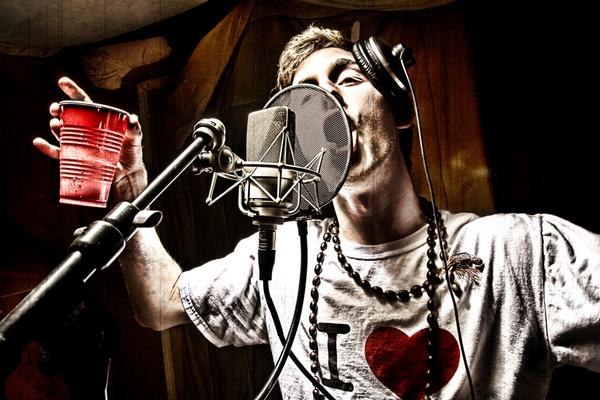

Le 26 juillet 2010, Roth publie G.R.I.N.D (Get Ready It's a New Day), le premier single de The Spaghetti Tree. En juillet 2010, il révèle au magazine XXL quatre chansons de l'album. Il a enregistré deux featurings; l'un avec le rappeur Game et un autre avec le producteur Swizz Beatz. Il sort également Run it Back. Le 25 mai 2011, Roth annonce que son second studio ne sera pas intitulé The Spaghetti Tree.
En 2011, Asher sort plusieurs mixtapes dont quatre volumes de Radical Magical. La même année, sort le clip du très efficace In the Kitchen, produit par Chuck Inglish. Le 14 septembre 2011, Asher publie le clip de Last Man Standing featuring Akon. En trois jours, la vidéo est visionnée plus de 170 000 fois. En novembre, Asher collabore avec le chanteur Chris Brown sur Complicated et, en décembre, il sort une nouvelle mixtape intitulée Pabst & Jazz.
En 2011, à l'occasion d'une interview pour le magazine Complex, ASAP Rocky dit à propos d'Asher Roth: "Asher Roth n'obtient pas assez de crédibilité. Asher Roth est sous-estimé. Asher Roth est l'une des plus grandes influences de ma carrière. J'écoutais Asher avant même la sortie de Sleeping In The Bread Aisle (...)".
De 2011 à 2013, Asher forme un groupe avec plusieurs autres rappeurs dont Lupe Fiasco, Bobby Ray, Diggy Simmons, J. Cole, Charles Hamilton, Wale Folarin et Pharrell Williams. Ce groupe s'appelle All City Chess Club. En avril 2012, Asher sort Party Girl en featuring avec Meek Mill. Ce single est un remix de Party All the Time d'Eddie Murphy et Rick James. La même année, il participe à un remix de Boyfriend de Justin Bieber avec 2 Chainz et Mac Miller, et signe sur le label Island Def Jam Music Group.
En 2013, Asher Roth publie Monday Free, Wrestling is Fake, Roof Behind the Grill, Turnip the Beet et Good Morning View et Space, des chansons disponibles en téléchargement gratuit sur sa chaîne SoundCloud. En février 2013, Asher Roth participe à un remix de Started From The Bottom de Drake avec T. Mills, Chuck Inglish et King Chip emmené par le rappeur Mike Posner. Il collabore aussi avec Blended Babies et Curren$Y sur Dude. Le 25 juin 2013, Asher publie un deuxième volume de l'album à succès The GreenHouse Effect, intitulé The Greenhouse Effect Vol. 2, avec la collaboration de DJ Drama et Don Cannon. Asher fait beaucoup parlé de lui grâce à Actin' Up en featuring avec Justin Bieber, Chris Brown et Rye Rye, extrait de The Greenhouse Effect Vol. 2. En 2013, Asher collabore avec le chanteur australien, Cody Simpson sur Imma Be Cool, extrait de l'album Surfers Paradise. Le 30 juillet 2013, Asher Roth sort un nouveau volume de Radical Magical intitulé Radical Magical . Le 14 août 2013, Asher collabore avec Ro James sur Lisa.

### RetroHash(depuis 2013)

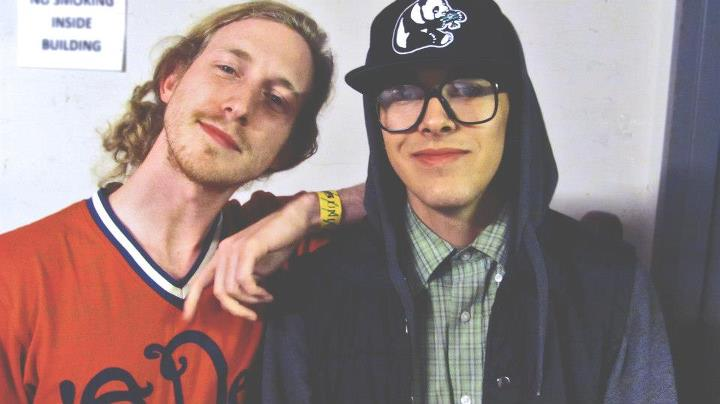
Asher Roth et Rizo.

En 2013, souffrant d'un manque de promotion de ses chansons par UMG et d'une liberté artistique quasi inexistante, il décide de quitter sa maison de disques. Dans une lettre ouverte datant du 25 juin 2013, Asher dit d'ailleurs : « le label recherchait un I Love College II ...[réf. nécessaire]. » Le 18 décembre 2013, il annonce la sortie d'un nouvel album intitulé RetroHash produit par Blended Babies. Celui-ci est publié le 22 avril 2014 en indépendant,. L'album atteint la 6e place des Top RnB/Hip Hop Albums. RetroHash débute aussi 45e du Billboard 200 avec 6 100 exemplaires vendus aux États-Unis.
Le 30 octobre 2014, Roth est invité à réaliser un featuring avec Blended Babies et Buddy sur Sayin' Whatever. Le 3 décembre 2014, le rappeur participe à un projet RAW Cypher avec King Chip, $kinny et Chevy Woods. Le 13 décembre, Roth publie Rasputin produit par Nottz. Dans ce titre, Asher Roth est sans langue de bois et critique notamment son ex-manager, Scooter Braun. En effet, il dit « J'ai été mis en veilleuse pendant plus de quatre ans à cause de Scooter Braun. » L'artiste est désormais managé par The Agency Group. En 2015, Asher Roth publie Cute produit par Chuck Inglish, Taking My Time et participe à Shadows de Blended Babies avec Sir Michael Rocks notamment.
En 2015, Asher Roth sort That's Cute, single produit par Chuck Inglish. En 2016, Asher Roth s'associe de nouveau à Nottz pour sortir Rawther, une mixtape en collaboration avec le batteur de Blink-182, Travis Barker. Cette mixtape aux accents rock comporte six titres. Actuellement[Quand ?], il prépare son prochain album et participe à différents événements et concerts à Philadelphie.

## Vie privée
La mère d'Asher a des origines écossaises et son grand-père paternel est de confession juive,. Roth ne se considère lui-même pas juif, contrairement aux idées reçues. Depuis toujours, Asher n'a jamais caché fumer du cannabis. Asher s'est lié d'amitié avec des artistes mais aussi des personnes émanant du show-biz tels que Akon, Justin Bieber, Busta Rhymes, etc.

## Discographie

### Albums studio
- 2006 : Believe the Hype
- 2009 : Asleep in the Bread Aisle
- 2014 : RetroHash
- 2014 : RetroHash

### Mixtapes
- 2003 : Just Listen
- 2008 : The GreenHouse Effect
- 2010 : Seared Foie Gras with Quince and Cranberry
- 2010 : The Rawth EP (avec Nottz Raw)
- 2011 : Pabst & Jazz
- 2013 : The Greenhouse Effect Vol. 2
- 2016 : Rawther (avec Travis Barker)

### Singles
- 2009 : I Love College
- 2009 : Lark on My Go-Kart
- 2009 : Be by Myself (featuring Cee-Lo)
- 2009 : She don't want a man  (featuring Keri Hilson)
- 2010 : G.R.I.N.D. (Get Ready It's a New Day)
- 2011 : Last Man Standing (feat. Akon)
- 2012 : Gotta Get Up (Feat D.A. of Chester French)
- 2012 : Party Girl (feat. Meek Mill)
- 2015 : That's Cute
- 2016 : Oops (feat. D.A. Wallach)
- 2016 : Laundry (feat. Michael Christmas & Larry June)
- 2017 : Wu Financial (feat. The Cool Kids)